# Eriocaulon minimum
Eriocaulon minimum är en gräsväxtart som beskrevs av Jean-Baptiste de Lamarck. Eriocaulon minimum ingår i släktet Eriocaulon och familjen Eriocaulaceae. IUCN kategoriserar arten globalt som livskraftig. Inga underarter finns listade i Catalogue of Life.